# Mount Kisco
Mount Kisco è un comune degli Stati Uniti d'America, situato nello Stato di New York, nella contea di Westchester. Il comune è incorporato sia come town che come village.